# Seznam poljskih šahovskih mojstrov
Seznam poljskih šahovskih mojstrov je urejen po spolu in letu pridobitve naziva.

## Moški
- ? - Jan Herman Zukertort
- ? - Dawid Janowski
- 1950 - Akiba Rubinstein
- 1950 - Ksawery Tartakower
- 1950 - Mieczysław Najdorf
- 1955 - Paulin Frydman
- 1976 - Włodzimierz Schmidt
- 1980 - Adam Kuligowski
- 1987 - Bogdan Śliwa
- 1990 - Aleksander Wojtkiewicz
- 1993 - Robert Kuczyński
- 1996 - Marcin Kamiński
- 1996 - Robert Kempiński
- 1996 - Michał Krasenkow
- 1997 - Jacek Gdański
- 1998 - Bartłomiej Macieja
- 1998 - Tomasz Markowski
- 1999 - Bartosz Soćko
- 2000 - Paweł Jaracz
- 2001 - Paweł Blehm
- 2002 - Artur Jakubiec
- 2002 - Kamil Mitoń
- 2002 - Mirosław Grabarczyk
- 2003 - Łukasz Cyborowski
- 2003 - Aleksander Miśta

## Ženske
- 1981 - Hanna Ereńska-Barlo
- 1984 - Krystyna Hołuj-Radzikowska
- 1986 - Agnieszka Brustman
- 1994 - Krystyna Dąbrowska
- 1995 - Monika Soćko (Bobrowska)
- 1997 - Joanna Dworakowska
- 1998 - Iweta Radziewicz
- 1999 - Marta Zielińska